# Давыдовское (Великоустюгский район)
Давыдовское — деревня в Великоустюгском районе Вологодской области.
Входила в состав Нижнеерогодского сельского поселения, с точки зрения административно-территориального деления — в Нижнеерогодский сельсовет. В результате объединения Нижнеерогодского сельского поселения с Марденгским входит в состав Марденгского сельского поселения с административным центром в деревне Благовещенье.
Расстояние по автодороге до районного центра Великого Устюга — 40 км, до бывшего центра муниципального образования Лодейки — 1 км. Ближайшие населённые пункты — Скорятино, Лодейка, Малая Горка.
По переписи 2002 года население — 3 человека.